# Viburnum ayavacense
Viburnum ayavacense är en desmeknoppsväxtart som beskrevs av Carl Sigismund Kunth. Viburnum ayavacense ingår i släktet olvonsläktet, och familjen desmeknoppsväxter. Inga underarter finns listade i Catalogue of Life.